# Средорекский партизанский отряд
Средорекский партизанский отряд подразделение Народно-освободительной повстанческой армии Болгарии, действовавшее во время Второй мировой войны в районе города Кюстендил и села Средорек.

## История
Отряд образован в июне 1944 года на основе Трынского партизанского отряда. Осуществлял непосредственную связь с НОАЮ во время похода 1-й и 2-й Софийских народно-освободительных бригад в Рилу и Стару-Планину.
Отряд участвовал в боях за деревни Извор, Драгойчинци и Чепинци, сражался против сил болгарской армии и полиции в Милевской-Планине вместе с Босилеградским партизанским отрядом имени Георгия Раковского.
7 и 8 сентября отряд занял район села Средорек.